# Пустая Кица
Пустая Кица — малая река в Виноградовском районе Архангельской области, правый приток Ваги. Длина — 13 км.

## Течение
Река берёт начало из болота Кицкое Первое. Течёт большой петлёй: сначала на юг, потом поворачивает на запад и в низовье поворачивает на север. Принимает множество мелких ручьёв, также вытекающих из болота Кицкое Первое. Впадает в реку Вагу в двух километрах ниже деревни Верхняя Кица.

## Данные водного реестра
Относится к Двинско-Печорскому бассейновому округу, речной бассейн — Северная Двина, речной подбассейн — Северная Двина ниже места слияния Вычегды и Малой Северной Двины, водохозяйственный участок — Вага. Код водного объекта — 03020300212103000032596.